# Proces rozdziału
Proces rozdziału mieszanin – zespół wszystkich czynności (operacji), które należy wykonać celem wyodrębnienia z mieszaniny wieloskładnikowej wszystkich lub wybranych elementów składowych.
Podstawą każdego procesu rozdziału jest selektywna wymiana masy między różnymi fazami, a jego szybkość zależy od szybkości procesu wymiany. Kierunek, w którym następuje wymiana masy i jej zakres są zależne od równowagi termodynamicznej procesu.
Procesowi rozdziału zwykle poddawana jest mieszanina homogeniczna. Proces ten przeprowadza się stosując odpowiednie urządzenia techniczne. U podstaw procesu rozdziału mieszaniny leżą różnice we właściwościach fizykochemicznych i termodynamicznych jej elementów składowych. Dokonuje się go za pośrednictwem odpowiednio dobranego czynnika rozdzielającego. Procesem odwrotnym rozdziału jest mieszanie.

## Stosowane rozdziały
Rozdział przez wytworzenie nowej fazy:
- Selektywne skraplanie i odparowywanie, czyli destylacja oraz rektyfikacja.
- Krystalizacja
- Sublimacja
- Ekstrakcja
- Absorpcja

Rozdział przy pomocy membrany:
- Osmoza
- Odwrócona osmoza
- Dializa
- Perwapolacja
- Mikrofiltracja i ultrafiltracja

Rozdział za pośrednictwem fazy stałej:
- Adsorpcja
- Chromatografia
- Wymiana jonowa

Rozdział za pośrednictwem sił pola:
- Wirowanie frakcjonujące
- Elektroforeza
- Elektroliza